# Pétrel des Bermudes
Pterodroma cahow
Espèce
Statut de conservation UICN

 EN D : En danger
Le Pétrel des Bermudes (Pterodroma cahow) est une espèce d'oiseaux de mer nocturnes de la famille des Procellariidae. C'est l'oiseau national des Bermudes et un symbole d'espoir pour la conservation de la nature.
La redécouverte sensationnelle, en 1951, de dix-huit couples nicheurs en a fait un taxon lazare. En effet, l'espèce n'avait pas été vue depuis plus de 300 ans. Le fait a inspiré un livre et deux films documentaires. Un programme national bermudien pour préserver cet oiseau et reconstituer l’espèce a aidé à accroître sa population. Les scientifiques travaillent toujours à agrandir son habitat de nidification sur l'île restaurée de Nonsuch Island (en).

## Reproduction
Très abondant autrefois dans tout l'archipel, cet oiseau ne se reproduit que lentement mais son aptitude au vol est remarquable. Il passe sa vie adulte en haute mer. À cinq ans, il retourne à son ancien lieu de nidification et commence à se reproduire. Les femelles ne pondent qu’un œuf par saison. Les couples de cahows restent fidèles toute leur vie.

## Histoire et conservation
Les cris nocturnes mystérieux de ces oiseaux ont d’abord empêché les premiers marins espagnols de s’établir dans ces îles par superstition, car ils pensaient qu'elles étaient habitées par des démons. Ils ont débarqué des porcs pour constituer une réserve alimentaire destinée aux bateaux de passage. Ces animaux ont perturbé les pétrels qui nichaient au sol et déstabilisé leur cycle de reproduction.
À la suite de la colonisation des Bermudes par les Anglais, les espèces introduites comme les rats, chats et chiens, ainsi que les massacres d’oiseaux par les premiers colons ont décimé un grand nombre d'oiseaux. Bien qu’ils fussent protégés par un des premiers décrets de conservation du monde, la proclamation du gouverneur « contre le massacre des Cohowes » (Cohow étant le nom de l'espèce en anglais), on croyait ces oiseaux disparus vers les années 1620.
Le 28 janvier 1951, 18 couples nicheurs survivants ont été découverts sur des îlots rocheux à Castle Harbour (en) par l’ornithologue américain Robert Cushman Murphy et le naturaliste bermudien Louis L. Mowbray (en). Avec eux se trouvait David Balcombe Wingate, un jeune bermudien âgé de 15 ans. Par la suite, Wingate a consacré sa vie à la sauvegarde de l'espèce. Après avoir suivi des études universitaires et fait d'autres travaux, il est devenu aux Bermudes, en 1966, la première personne chargée officiellement de la protection des espèces.
Étudiant les oiseaux et leurs habitudes, il a mis en place un programme pour construire des abris en béton et en bois pour les terriers de nidification, afin d’empêcher d’entrer le Phaéton à bec jaune des Bermudes légèrement plus grand et qui lui faisait concurrence. Il a travaillé pour reconstituer l'habitat de l'île voisine de Nonsuch comme une base viable future pour l'espèce.
Bénéficiant d'une protection juridique, l'espèce a commencé à bien récupérer ; la principale menace pour l'avenir est le manque d'un habitat qui convienne à la reproduction. En 2003 l'ouragan Fabian a détruit un grand nombre d’abris de nidification. Les chercheurs sont en train de repeupler avec des jeunes l’île de Nonsuch, la plus grande et qui a été écologiquement restaurée, leur transfert a été calculé dans le temps afin qu'ils considèrent les lieux comme leur endroit d’origine et y reviennent pour la nidification. Ce travail a été entrepris par le chargé de la conservation aux Bermudes, Jeremy Madeiros, avec l’aide du spécialiste des pétrels l'Australien Nick Carlile. En 2005, la population globale de cet oiseau était d'environ 250 individus. Un pétrel des Bermudes a été capturé dans un terrier sur l'îlot de Vila, aux Açores, et bagué en novembre 2002 ; il a été recapturé sur l'îlot en novembre 2003 et décembre 2006. Un autre individu a été observé au large de la côte ouest de l'Irlande en mai 2014, c’est l’endroit le plus éloigné des Bermudes où l'espèce ait jamais été vue.